# József Hamzók
József Hamzók (31 de marzo de 1971) es un deportista húngaro que compitió en lucha grecorromana. Ganó una medalla de plata en el Campeonato Europeo de Lucha de 1994, en la categoría de 48 kg.

## Palmarés internacional
| Campeonato Europeo | Campeonato Europeo | Campeonato Europeo | Campeonato Europeo |
| Año                | Lugar              | Medalla            | Categoría          |
| ------------------ | ------------------ | ------------------ | ------------------ |
| 1994               | Atenas (Grecia)    | Medalla de plata   | 48 kg              |